# Тестирование Go/No-Go
Тестирование Go/No-Go (парадигма Go/No-Go) — методика, применяемая во многих психологических, в частности нейропсихологических и психофизиологических, исследованиях. В задачах в парадигме Go/No-Go испытуемый должен реагировать на один стимул, подавляя ответ на другой.
Данная методика позволяет исследовать функцию когнитивного контроля, контроля подавления ответа. Часто используется совместно с заданием Струпа.

## История
Основные принципы работы тестирования Go/No-Go обсуждались ещё Францем Дондерсом в работе 1869 года. Методика предлагалась как один из способов измерения времени реакции на предъявленную задачу. Методика сегодня используется в исследованиях когнитивного контроля. Сама концепция когнитивного контроля является ключевой для современной когнитивной нейронауки, которая уходит корнями в когнитивную революцию 1950-х — 1960-х годов. В общем смысле когнитивный контроль есть механизм, с помощью которого мозг получает обратную связь и выбирает подходящий способ ответа на задачу, совершает выбор из возможных реакций.
Тестирование Go/No-Go основано на парадигме контроля подавления ответа: в процессе обработки информации нерелевантная задаче доминантная моторная реакция подавляется, удерживается. Контроль подавления ответов считается функцией, обеспечивающейся интегративной работой префронтальной коры. В работах А. Р. Лурия обсуждалась проблема «лобного синдрома», при котором такого контроля не происходит, полевое поведение не тормозится. Тест Go/No-Go в этом случае — относительно простой способ нейропсихологической диагностики нарушения функции.
Парадигма Go/No-Go адаптирована для исследований на людях и животных в самых разных областях знания: от нейробиологии развития до функциональной нейровизуализации.Впервые процедура Go/No-Go была приложена к задачам на лексическое решение Гордоном и Карамазза.
Наряду с парадигмой Go/No-Go для исследования когнитивного контроля используют тест N-back, связанный с исследованием процессов рабочей памяти, обходное задание Эриксена (Eriksen flanker task) в парадигме конфликта между релевантными и нерелевантными стимулами и другие.

## Сопряжённые методы исследования
Психофизиологические индикаторы в тестировании Go/No-Go фиксируются с помощью некоторых методов нейровизуализации. ЭЭГ позволяет фиксировать волны связанного с событием потенциала (ССП). В имеющихся работах основной фокус внимания направлен на компоненты ССП, связанные с обнаружением конфликта (между релевантным и нерелевантным ответом) и интерферирующими процессами управления. В ССП интересен компонент N2 и похожие на него — негативные волны (пики волн между 200—300 мс, пик направлен вниз) после предъявления стимула. N2 значимо возрастает при большем конфликте (например, при наблюдении несовпадения цвета с окрашенным в него словом, обозначающим иной цвет, в задаче Струпа). Например, N200 обнаружен только в задачах на подавление ответа (NoGo).
Так же обнаруживается комплекс P300, связанный с проактивными и реактивными корректировками когнитивного контроля.

 С помощью методов фМРТ было показано, что подавление ответа связано со специфическими сетями, сделано предположение, что существует связь именно с вентральной сетью внимания (англ. ventaral attention network или VAN).

## Суть методики
Тест из-за своей простоты может встречаться в разнообразных вариациях. Например, испытуемому предлагается следующая инструкция: «Когда я (экспериментатор) сложу средний и указательный пальцы в форме буквы „V“, выставьте только указательный палец. Потом, когда я оставлю только указательный палец, сложите свои указательный и средний пальцы в форме „V“». Следуя данной инструкции, испытуемый научается ассоциировать требуемые действия друг с другом.
После того, как он несколько раз правильно проделал эту последовательность, инструкция изменяется: «Когда я покажу „V“, вы покажете один палец. Когда я оставлю только один палец, вы должны не делать ничего». Собственно второе задание и есть Go/No-Go.
Так же примером может служить задача стоп-сигнал). Предварительно у испытуемого формируется установка на категоризацию объектов(это может быть разделение гласных и согласных букв . Параллельно ему даётся инструкция не реагировать на объекты при появлении предупреждающего стоп-сигнала (звукового, визуального или какого либо ещё — например, смены цвета буквы). Задача усложняется при задержке стоп-сигнала по отношению к стимулу(задержка определяется исходя из индивидуального времени реакции). Величина подавления ответа определяется исходя из ошибочных реакций на те стимулы, которые были помечены стоп-сигналом.

## Иное использование

### Инженерия
В инженерном деле тест традиционно используется для проверки некритических параметров, где процесс промышленного производства считается стабильным и хорошо контролируемым, где допуски больше по сравнению с распределением параметра. Например, предварительные проверки центра управления полётами перед запуском космического шаттла включают тестирование Go/No-Go для каждой критической системы механизма.

### Военное дело
В армии США проверка физической готовности и умений базируется на парадигме Go/No-Go («pass/fail», «успех/неуспех»). Оценки, включающие числовые баллы, например. набранные в APFT, переводят в сырые баллы по заранее установленным пороговым значениям для данной области. Обычно солдат должен набрать Go (то есть получить удовлетворительную оценку) во всех заданиях, чтобы перейти на следующую ступень тренировок, сдать курс, получить квалификацию Go/nogo.